# Black River (Mauritius)
Black River – jeden z 9 dystryktów Mauritiusa, ze stolicą w Tamarin.

## Sąsiednie dystrykty
- Port Louis – północny wschód
- Plaines Wilhems – wschód
- Savanne – południowy wschód